# أوسامو شينوهارا
أوسامو شينوهارا (باليابانية: 篠原 統) (26 أكتوبر 1971 في طوكيو في اليابان – )؛ هو لاعب كرة قدم سابق كان يلعب كمهاجم.